# Ronald Merriot
Ronald Merriot (Rockford (Illinois), Estados Unidos, 24 de mayo de 1960) es un clavadista o saltador de trampolín estadounidense especializado en trampolín de 3 metros, donde consiguió ser medallista de bronce olímpico en 1984.

## Carrera deportiva
En los Juegos Olímpicos de 1984 celebrados en Los Ángeles (Estados Unidos) ganó la medalla de bronce en los saltos desde el trampolín de 3 metros, con una puntuación de 661 puntos, tras su paisano estadounidense Greg Louganis y el chino Tan Liangde.